# Nainital

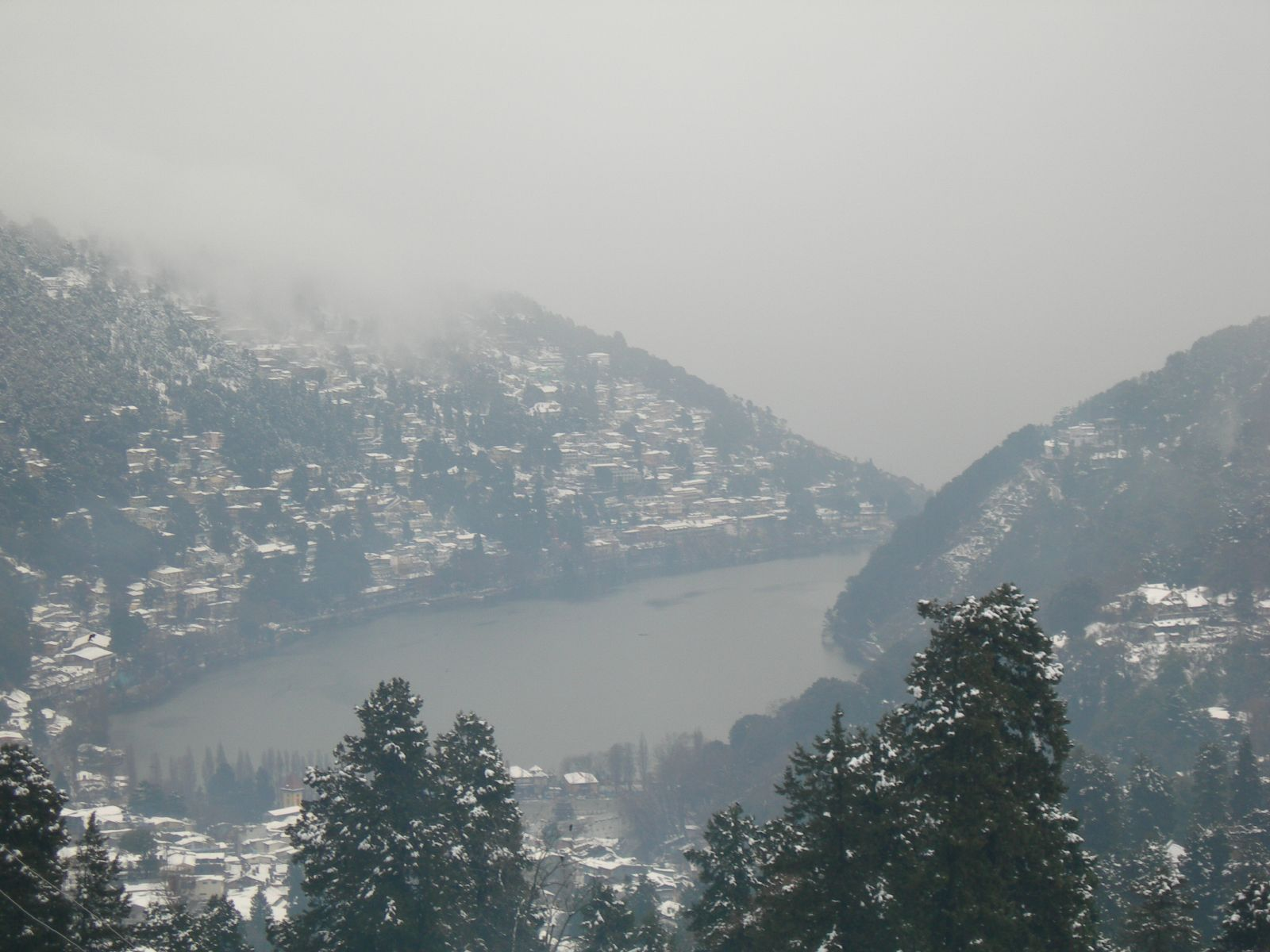
Nainital vid Nainitalsjön.

Nainital är en stad i den indiska delstaten Uttarakhand. Den är administrativ huvudort för ett distrikt med samma namn som staden. Folkmängden uppgick till 41 377 invånare vid folkräkningen 2011, med totalt 42 775 invånare inklusive Nainitals garnisonsstad. Nainital har länge haft ett sanatorium. Staden ligger 1 950 m ö.h., vid en av höga berg omgiven sjö. Nainital var garnisonsort för Brittisk-indiska armén under kolonialtiden. Idag är Nainitals garnisonsstad en separat enhet som ligger utanför stadens administration (den styrs av militära myndigheter). 

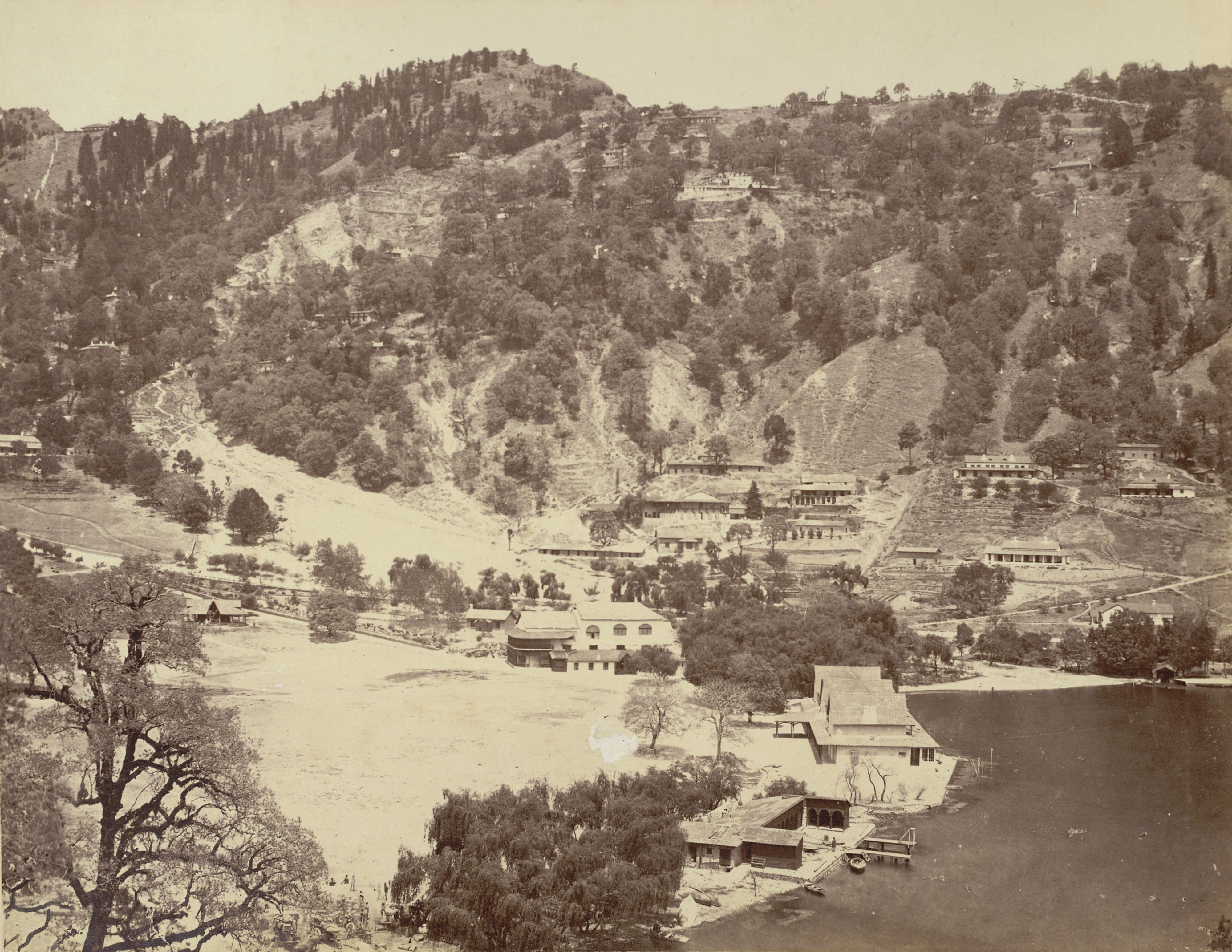
Nainital före jordskreden 1875
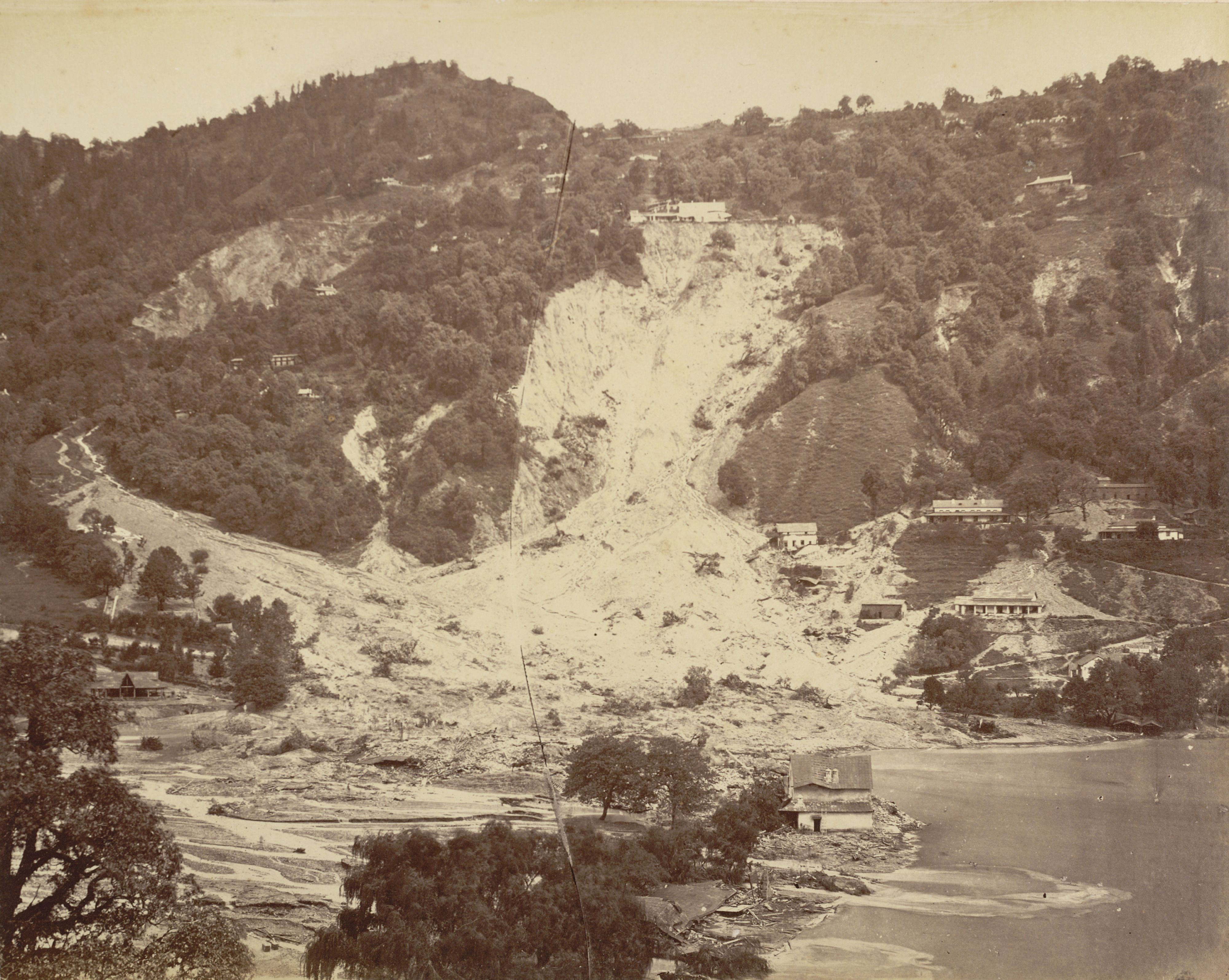
Nainital efter jordskreden 1880